# Pupalia mollis
Pupalia mollis är en amarantväxtart som först beskrevs av Peter Thonning, och fick sitt nu gällande namn av Horace Bénédict Alfred Moquin-Tandon. Pupalia mollis ingår i släktet Pupalia och familjen amarantväxter. Inga underarter finns listade i Catalogue of Life.